# 底特律大都會區

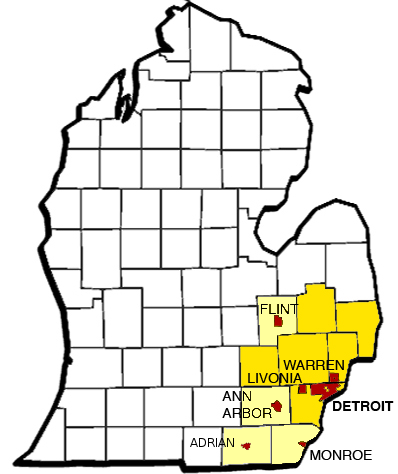
底特律大都會區

底特律大都會區（英語：Detroit metropolitan area 或 Metro Detroit），是美國密歇根州最大的都会區，由底特律市及其周邊地區組成。該區域有多種定義，包括美國聯邦機構管理和預算辦公室指定的官方統計區域。底特律大都會區以其汽車遺產、藝術、娛樂、流行音樂和體育運動而聞名。該地區包括各種自然景觀、公園和海灘，以及連接五大湖的休閒海岸線。底特律大都會區還擁有美國最大的大都市經濟體之一，擁有17家財富500強公司。